# Bjarne Hansen
Bjarne Hansen (Oslo, 27 de mayo de 1929–Ibidem, 16 de enero de  2023) fue un futbolista noruego que jugó en la posición de defensa.

## Carrera

### Club
Jugó toda su carrera con el Vålerenga Fotball de 1947 a 1964 con el que disputó 158 partidos en la Tippeligaen y anotó un gol, fue subcampeón nacional en la temporada de 1948/49 y era el último sobreviviente del subcampeonato del club.

### Selección nacional
Jugó para Noruega en tres ocasiones entre 1957 y 1958 sin anotar goles, siendo su debut el 10 de noviembre de 1957 en una derrota por 0-5 ante Hungría.